# Rum (groupe)
Pour les articles homonymes, voir Rum.
 (décembre 2014).
Si vous disposez d'ouvrages ou d'articles de référence ou si vous connaissez des sites web de qualité traitant du thème abordé ici, merci de compléter l'article en donnant les références utiles à sa vérifiabilité et en les liant à la section « Notes et références ».
Rum est un groupe belge de musique flamande, actif entre 1969 et 1986, et en 2005.

## Histoire
Rum a été fondé par Paul Rans (nl) (chant, guitare, luth, sacqueboute), Wiet Van de Leest (violon, guitare ténor, banjo, chant) et Dirk Lambrechts (guitare).
Après un an ou deux d’existence, Paul et Wiet poursuivent le groupe à deux avant de reformer un trio avec Dirk Van Esbroeck (chant, hautbois, guitare, mandoline) qui s’est produit en concert jusqu’à la fin de l’année 1975.
Pendant ces années, ils ont donné de nombreux concerts – principalement en Belgique (tant chez les francophones que chez les néerlandophones), mais aussi en France, en Suisse, en Allemagne, en Grande-Bretagne et en Irlande – et enregistré plusieurs disques, réussissant à rendre à la mode leur formule de « folk flamand ». Rum chantait et jouait un répertoire centré sur la musique traditionnelle flamande – incluant aussi, par exemple, plusieurs morceaux du répertoire « musette », une pièce de musique de la Renaissance, un morceau d'origine italienne, etc. – arrangée dans un style contemporain et innovateur à l’époque. Lors de la présentation des morceaux, Rum faisait preuve d’un certain humour. Pendant un certain temps, Wiet van de Leest jouait aussi de l'harmonium en concert ; Paul Rans présentait alors Wiet en disant qu’il avait de qui tenir, son père étant rémouleur.
Vers 1977 ou 1978, Rum s’est reformé sans Paul Rans, mais avec Juan Masondo (guitare, flûte, chant) et Vera Coomans (chant). Par la suite, Wiet Van de Leest et Vera Coomans ont quitté Rum pour fonder le groupe Madou.
À partir de 1979, Dirk et Juan ont reformé un nouveau Rum qui s’est encore produit pendant plusieurs années avec Frakke Arn (guitare basse acoustique, trombone et tuba) et Jean-Pierre Van Hees (cornemuse et flûtes), Juan Masondo ajoutant le bouzouki et requinto à son premier instrument, la guitare. Le groupe a alors enregistré deux 33 tours : « Gelukkig ma non troppo » et « Flandria Tropical ». Ce dernier, sorti en 1982, est considéré comme le premier album de folk métissé : la musique traditionnelle y est en effet mâtinée d’influences diverses (musique des Balkans, musette, tango, etc.). Rum a continué à donner des concerts dans cette formation jusqu’en 1986, année de la dissolution du groupe.
On parle souvent[Qui ?], aujourd’hui encore, du « légendaire » groupe Rum que l’on pourrait comparer (en tout cas en Belgique), sur le plan de la popularité et de son apport au mouvement « folk », au Bothy Band irlandais.
En 2005, les trois membres fondateurs de Rum se sont réunis pour une tournée avec les chanteuses de Laïs et quelques autres projets. Mais Dirk Van Esbroeck est hélas décédé le 23 mai 2007. Ses amis ont alors donné des concerts en son hommage ; les salles bondées ont encore prouvé la grande popularité de Dirk et de Rum.

## Membres

### 1969
- Paul Rans - chant, guitare, luth, sacqueboute
- Wiet Van de Leest - violon, guitare ténor, banjo, chant
- Dirk Lambrechts - guitare

### Vers 1971
- Paul Rans
- Wiet Van de Leest

### Vers 1973
- Wiet Van de Leest - violon, guitare ténor, banjo, chant
- Paul Rans - chant, guitare, luth, sacqueboute
- Dirk Van Esbroeck - chant, hautbois, guitare, mandoline

### 1978
- Wiet Van de Leest
- Dirk Van Esbroeck
- Juan Masondo - guitare
- Vera Coomans - chant

### 1980-1986
- Dirk Van Esbroeck - chant, hautbois, guitare, mandoline
- Juan Masondo - guitare, chant, requinto, bouzouki
- Frakke Arn - guitare basse acoustique, trombone, tuba
- Jean-Pierre van Hees - flûtes et cornemuse

## Discographie

### Participations
- 1972 : Tracks of Interfolk (Autogram)
- 1974 : Folk Festival de Saint-Laurent (Abm)
- 1975 : Folk Festival auf der Lenzburg (Claves)